# IPhone 5C
iPhone 5C (được quảng bá trên thị trường với chữ 'c' viết thường thành iPhone 5c) là một điện thoại thông minh do Apple Inc. thiết kế và đưa ra thị trường. Sản phầm này là một phần của chuỗi sản phẩm iPhone và được giới thiệu đến công chúng vào ngày 10 tháng 9 năm 2013, và được đưa ra thị trường ngày 20 tháng 9 năm 2013, cùng với sản phầm cao cấp tương ứng với nó, điện thoại iPhone 5S.
iPhone 5C là một biến thể của iPhone 5, với cấu hình phần cứng tương tự nhưng có vỏ bọc polycacbonat cứng thay cho vỏ nhôm của iPhone 5. iPhone 5C có vài lựa chọn màu sắc, và kèm với hệ điều hành iOS 7. iPhone 5C đã được bán với mức giá giảm giá so với 5S: không giống như phương cách bán hàng trước đây của Apple là hạ giá của sản phẩm cũ trước khi phát hành một phiên bản mới, iPhone 5 đã được ngưng sản xuất và thay thế bằng 5C. Vào ngày 9 tháng 9 năm 2014, các mẫu iPhone 5C 16 và 32 GB đã được thay thế bằng phiên bản 8 GB với sự công bố của iPhone 6 và iPhone 6 Plus. Vào ngày 9 tháng 9 năm 2015, phiên bản 8 GB đã bị ngừng sản xuất sau khi công bố iPhone 6S.